# Florin Constantinovici
Florin Constantinovici (Bucarest, 12 febbraio 1968) è un allenatore di calcio ed ex calciatore rumeno, di ruolo centrocampista, assistente allenatore della nazionale rumena.

## Palmarès

### Giocatore

#### Competizioni nazionali
- Seconda divisione rumena: 1

Rapid Bucarest: 1989-1990